# Велес де Кордова, Хуан
Хуан Велес де Кордова (исп. Juan Vélez de Córdova; 3 октября 1711, Мокегуа — 7 июля 1739, Оруро) — креол, объявивший себя потомком династии перуанских инков в пятом поколении и возглавивший первый крупный заговор против испанского господства в городе Оруро.

## Биография
Хуан Велес де Кордова родился 3 октября 1711 года в Мокегуа (Бахо Перу) и был законным сыном испанского капитана Хуана Велеса де Кордова, политического и военного лидера города Мокегуа, и испанки Марии Ромеро. Он был вторым сыном из трех братьев и благодаря привилегированному положению родителей смог получить хорошее образование. Таким образом, он был по рождению американцем испанского происхождения. Позже он женился на креолке Хуане Яньес де Себальос. В 1739 году он возглавил первый разветвлённый заговор в городе Оруро (раскрытый незадолго до его завершения) за что был казнен.
К заговору присоединились вожди окрестных районов, поскольку он стремился уравнять креолов, метисов и индейцев (последние несли непосильное бремя повинности мита в Потоси и Уанкавелике и вдохновлялись восстанием 1730 года в Кочабамбе во главе с метисом Алехо Калатаюдом).
Удивительно, что, будучи креолом по происхождению, Велес де Кордова смог ввести всех в заблуждение относительно своих корней и своих шансов занять престол инков. На его инкское наследие указывали все свидетели того процесса, а также позднейшие историки, считавшие само собой разумеющимся, что заговорщик был знатным касиком из коренного населения. Карденас Медина предполагает, что на самом деле это должно было относиться к уроженцу Оруро Бласу Бальдерраме Тупаку Амару Инке, который действительно происходил от последнего Инки Тупака Амару I и соответствовал требованию пятой степени родства, на которое ссылался Велес де Кордова; последний, возможно, занял его место, поскольку первый отказался предпринимать антиправительственные действия.
После смерти отца Велес де Кордова посвятил себя торговле вином и другими спиртными напитками, а также был погонщиком мулов, поэтому начал странствовать по обширным территориям южного побережья. Наблюдение воочию за теми несправедливостью и эксплуатацией, с которыми обращались с туземцами, и побудило его стать поборником их прав.
Он был задержан в Куско в 1735 году, когда ему едва исполнилось 24 года, имея при себе письмо от знатного инки Хуана Бустаманте, в котором тот не принимал его планов и упрекал его в неверности королю. Затем Велес де Кордова обосновался в Оруро — вероятно, потому, что там было меньше слежки шпиков, чем в других городах.
В апреле 1739 года совет города Оруро издал постановление об увеличении на 4 реала налога на бутылку спиртного, за которую уже было уплачено еще 4 реала. Новый налог вызвал недовольство среди торговцев и потребителей спиртных напитков. Вполне вероятно, что Велес де Кордова написал свой «Перечень обид» под влиянием этого события. В его заговоре участвовали в основном креолы и метисы, но он также вёл тайную корреспонденцию с несколькими губернаторами и заручился поддержкой нескольких коренных вождей (касиков), что обеспечило массовую базу его заговору.
Назначив датой восстания 8 июля 1739 года, когда следовало предать мечу испанцев, Велес де Кордова за несколько дней до этого был предан близким к нему оружейником Бернардо Охедой, который, вероятно, был также автором анонимной брошюры, которая была отправлена коррехидору Оруро Мартину Эспелета-и-Вильянуэва пятью днями, предупреждая его о том, что он будет убит.
Получив полную информацию о заговоре, задуманном Велесом де Кордовой и его приспешниками из Охеды, коррехидор отправил солдат для поимки главных заговорщиков.
Губернатор Эухенио Пачакнина заявил, что Велес де Кордова был потомком правящей династии инков и, следовательно, имел право быть коронованным королем. Мигель де Кастро также признал правдивость восстания, а сам Велес де Кордова упорно отрицал свой собственный проект и заговор.
После спешного судебного процесса коррехидор вынес смертный приговор Хуану Велесу де Кордове, Эухенио Пачакнину, Мигелю де Кастро и Рамону де Кастро, Николасу Крусу де Энсинасу и Томасу Агудо как предателям короны; на следующий день их должны были казнить через удушение.
В четыре часа утра 7 июля 1739 года, за день до установленного срока начала восстания, Велес де Кордова, Пачакнина и Кастро были взяты на эшафот.
Хуан Велес де Кордова признался во всём незадолго до казни. После казни благодаря словам, сказанным им на эшафоте, в домах заговорщиков был произведён обыск и найден оригинал вышеупомянутого манифеста. Остальные заключённые позже также были казнены.

## Содержание «Перечня обид»
Документ под названием «Перечень обид» или «Манифест жалоб» (Manifiesto de Agravios) имеет большое политическое значение, поскольку долгое время был образцом для заговоров в Верхнем Перу (нынешней Боливии), особенно восстания Оруро 1781 года. В нем всего три страницы, и он разделен на две части: первая излагает мотивы восстания, а вторая — текущие обстоятельства, позволившие бороться за долгожданную свободу.
Документ начинается с разговора о тирании, установленной в этих широтах испанцами, узурпировавших из-за собственной алчности жизни, имущество и земли туземцев. Не удовлетворившись этим, испанцы притесняли бедных индейцев, которым помимо ежегодной уплаты высоких налогов приходилось каждый год работать на рудниках Потоси и Уанкавелика. Гуампо (презрительное название испанцев с полуострова) пили их кровь, самым честным считался тот, кто больше всего воровал и казнил больше всего людей. Суды не защищали беспомощных, но отдавали предпочтение сильным, поэтому бедняки стонали под их гнётом. Каждый день издавались новые способы взыскания от простолюдинов последних денег.
Но теперь нашёлся представитель царственной крови, в пятой степени родства с инками Куско и стремлением восстановить Тауантинсуйю, «Великую империю и монархию наших древних королей». Хуан Велес де Кордова не собирался отходить от христианской церкви, не допускал осквернения храмов, предупредив своих братьев, что со всеми ними будут хорошо обращаться. Он призывал «креолов, касиков и всех туземцев протянуть ему руку помощи, чтобы этим героическим делом освободить родину, избавив её от тирании, которая держит индейцев в вечном страхе и обращается с ними почти как с рабами». Креолам была обещана награда за верность, вождям — почитание их как хозяев, индейцам — освобождение от поборов и миты и возвращение им отнятого коррехидорами. Мотивом для попытки восстания был благоприятный момент для такого предприятия — король Испании, находясь в состоянии войны с Португалией и Англией, был занят европейскими делами, а в Лиме не было ни войск, ни оружия.